# Sigmatanthus trifoliatus
Sigmatanthus trifoliatus är en vinruteväxtart som beskrevs av Huber och M. Emmerich. Sigmatanthus trifoliatus ingår i släktet Sigmatanthus och familjen vinruteväxter. Inga underarter finns listade i Catalogue of Life.